# 82 Pułk Piechoty (austro-węgierski)

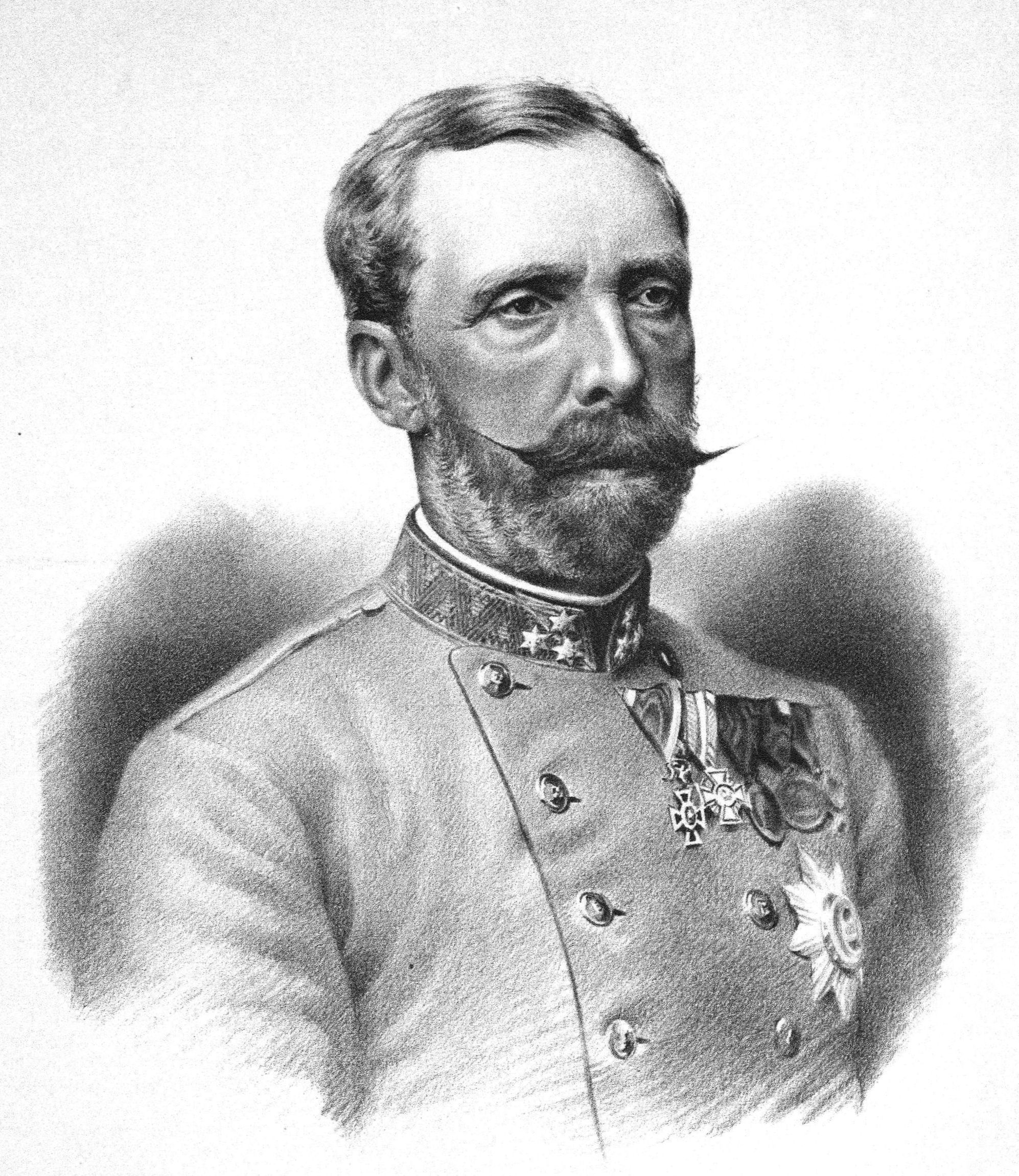
Szef pułku FZM Anton von Schönfeld

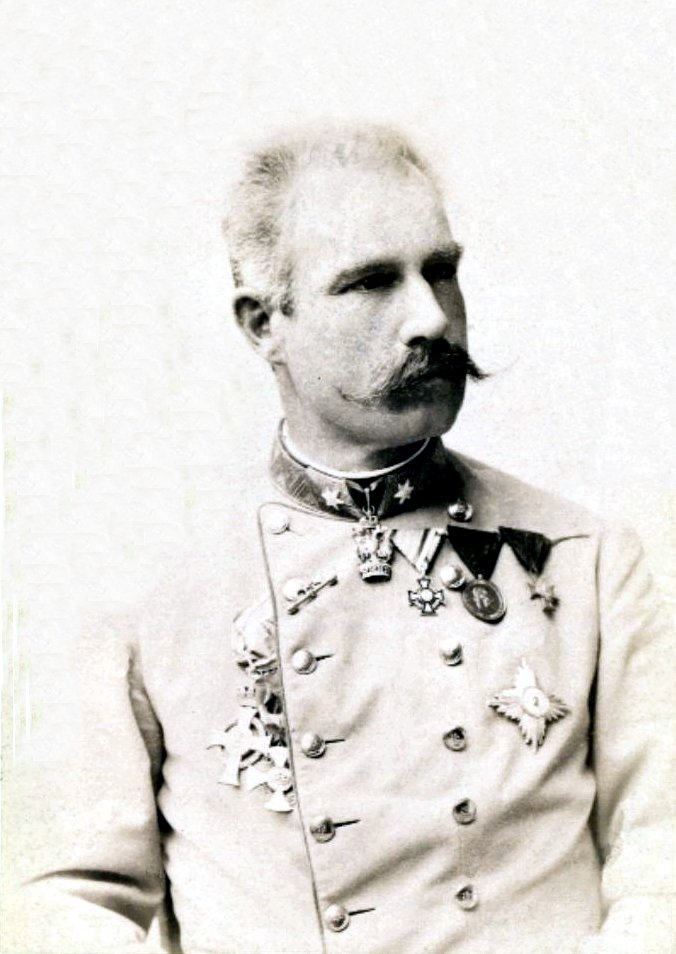
Szef pułku GdI Ludwig Schwitzer von Bayersheim

Węgierski Pułk Piechoty Nr 82 (niem. Ungarisches Infanterieregiment Nr. 82) – pułk piechoty cesarskiej i królewskiej Armii.

## Historia pułku
Pułk został utworzony 1 stycznia 1883 roku z połączenia czterech batalionów wydzielonych z liniowych pułków piechoty nr: 2, 31, 62 i 63.
Okręg uzupełnień nr 82 Odorheiu Secuiesc (węg. Székelyudvarhely) na terytorium 12 Korpusu.
Kolejnymi szefami pułku byli:
- FZM Anton Maria Emmerich Wilhelm von Schönfeld (1883 – †7 I 1898),
- GdI Ludwig Schwitzer von Bayersheim (od 1898)[1].

Kolory pułkowe: wiśniowy (karmesinrot), guziki srebrne.
Skład narodowościowy w 1914 roku 88% – Węgrzy.
W latach 1903–1905 komenda pułku razem z 1. i 2. batalionem stacjonowała w Bystrzycy (niem. Bistritz), 3. batalion w Székelyudvarhely, a 4. batalion w Banja Luce.
W latach 1906–1909 pułk stacjonował w Mostarze z wyjątkiem 3. batalionu, który pozostawał w pułkowym okręgu uzupełnień, w Székelyudvarhely.
W latach 1910–1914 pułk stacjonował w Wiedniu na terytorium 2 Korpusu z wyjątkiem 3. batalionu, który pozostawał w Székelyudvarhely. 2. batalion w latach 1910–1911 stacjonował w Wöllersdorfie, a od 1912 roku w Wiedniu.
W 1914 roku pułk (bez 3. batalionu) wchodził w skład 97 Brygady Piechoty należącej do 49 Dywizji Piechoty, natomiast 3. batalion był podporządkowany komendantowi 31 Brygady Piechoty należącej do 16 Dywizji Piechoty.
W czasie I wojny światowej pułk walczył z Rosjanami w Galicji, w czasie operacji gorlickiej w maju 1915 roku. Żołnierze pułku są pochowani m.in. na cmentarzach wojennych nr: 198 w Błoniach, 226 w Zawadce Brzosteckiej, 227 w Gorzejowej oraz 228 w Przeczycy.

## Komendanci pułku
- 1903–1904 – płk Artur Grünzweig von Eichensieg
- 1905–1909 – płk Johann von Henriquez
- 1910 – płk Franz Hauschka von Treuenfels
- płk Franz Szende von Fülekkelecsény (1911–1914[1])